# Marko Gruškovnjak
Marko Gruškovnjak (ur. 6 grudnia 1965) – słoweński piłkarz występujący na pozycji pomocnika.
W sezonie 1984/1985 zawodnik grał w Olimpiji Lublana, z którą wystąpił wówczas w jednym spotkaniu drugiej ligi jugosłowiańskiej. W latach 1991–1992 grał w Slovanie Lublana, następnie w Svobodzie Lublana i ponownie w Olimpiji, z którą sięgnął po tytuł mistrza Słowenii w sezonie 1993/1994. W latach 1994–1995 Gruškovnjak grał w Triglavie Kranj. Łącznie w barwach Slovana, Svobody, Olimpiji i Triglava wystąpił w 87 spotkaniach ligi słoweńskiej, strzelając 18 bramek.
Zawodnik zagrał także w jednym spotkaniu reprezentacji Słowenii, w meczu towarzyskim rozegranym 3 czerwca 1992 roku w Tallinnie przeciwko Estonii, zremisowanym 1:1 (był to pierwszy mecz w historii reprezentacji Słowenii oraz pierwszy mecz reprezentacji Estonii po odzyskaniu przez ten kraj niepodległości).